# Przegląd Polski
Przegląd Polski. Pismo poświęcone polityce i literaturze – miesięcznik poświęcony nauce i literaturze, ze stałym działem przeglądu politycznego, wydawanym w latach 1866–1914 w Krakowie, założony przez Stanisława Koźmiana, Józefa Szujskiego, Stanisława Tarnowskiego i Ludwika Wodzickiego.
Pismo wydawane było dzięki wsparciu finansowemu Tarnowskiego, którego indywidualność decydowała o jego kształcie. Prowadzili je kolejno: Stanisław Koźmian (od 1866), Ludwik Powidaj (od 1867–1874), Ignacy Manswet Skrochowski (1874–1881), Stanisław Tarnowski (1881–1885) i Jerzy Mycielski (od 1885).
Czasopismo to było, obok „Czasu”, głównym organem konserwatystów galicyjskich („stańczyków”). W 1869 stańczycy opublikowali na łamach czasopisma swój programowy pamflet polityczny Teka Stańczyka.